# She's a Superstar
| Recensione | Giudizio |
| ---------- | -------- |
| AllMusic   |          |

She's a Superstar è un singolo del gruppo musicale britannico The Verve, pubblicato il 22 giugno 1992 come primo estratto dall'EP The Verve E.P.
La canzone è stata la prima del gruppo ad entrare nella Official Singles Chart, dove è rimasta per una settimana (quella del 4 luglio 1992) raggiungendo la 66ª posizione.

## Tracce
Testi e musiche di The Verve.
CD (HUTCD 16)
1. She's a Superstar – 8:55
2. Feel – 10:42

12" (HUTT 16)
Lato A
1. She's a Superstar – 8:55

Lato B
1. Feel – 10:42

7" (HUT 16)
Lato A
1. She's a Superstar (Edit)

Lato B
1. Feel

## Formazione

### Gruppo
- Richard Ashcroft – voce, chitarra
- Nick McCabe – chitarra
- Simon Jones – basso
- Peter Salisbury – batteria

### Produzione
- Barry Clempson – produzione, ingegneria del suono, missaggio
- Tony Harris – missaggio

## Classifiche
| Classifica (1992) | Posizione massima |
| ----------------- | ----------------- |
| Regno Unito       | 66                |